# Desmos dumosus
Desmos dumosus là loài thực vật có hoa thuộc họ Na. Loài này được William Roxburgh mô tả khoa học đầu tiên năm 1832 dưới danh pháp Unona dumosa. Năm 1912 William Edwin Safford chuyển nó sang chi Desmos.